# Râul Derna
Râul Derna este un curs de apă, afluent al râului Valea Fânețelor. 